# Ivanov-Ivanov
Ivanov-Ivanov (al plurale Ivanovy-Ivanovy, in russo Ивановы-Ивановы?) è una sitcom russa lanciata il 16 ottobre 2017 dal canale STS.

## Trama
Due donne di Voronezh, di diversa estrazione sociale, vengono a sapere che i loro figli sono stati scambiati nel reparto di neonatologia dell'ospedale. Dopo 16 anni, accortesi dell'errore, le famiglie decidono di scambiarsi i figli biologici. Ora Ivan, il figlio protagonista, deve imparare a sopravvivere nella casa dei suoi poveri genitori biologici, e Danila deve abituarsi alle regole di comportamento dell'alta società russa.
Presto la casa dei poveri Ivanov brucia e sono costretti a stabilirsi presso i ricchi Ivanov. La vita congiunta delle due famiglie non è facile, tuttavia riescono a scendere a compromessi. Allo stesso tempo i genitori si avvicinano ai loro figli biologici, senza però dimenticare quelli che hanno cresciuto per anni.

## Interpreti e personaggi

### Ricchi Ivanov
- Ivan Ivanov, interpretato da Alexei Lukin: è il figlio biologico di Aleksej e Lidija Ivanov, ma è stato cresciuto da Anton e Polina Ivanov.
- Anton Ivanov, interpretato da Sergei Burunov: è il proprietario di una concessionaria d'auto ed uno degli uomini d'affari di maggior successo della regione.
- Polina Ivanova, interpretata da Alexandra Florinskaya: è una socialite e casalinga, moglie di Anton.

### Poveri Ivanov
- Danila Ivanov, interpretato da Semyon Treskunov: è il figlio biologico di Anton e Polina Ivanov, ma è stato cresciuto da Aleksej e Lidija Ivanov.
- Alexei Ivanov, interpretato da Mikhail Trukhin: è un uomo disoccupato.
- Lydia Ivanovna, interpretata da Anna Akolova: è una sarta ed è la moglie di Alexei.
- Viktor Ivanov, interpretato da Yuri Itskov: è il padre pensionato di Aleksej Ivanov ed è il nonno di Danila e Ivan.

## Rating
La serie ha esordito con successo sul canale televisivo STS. La quota di spettatori russi che ha visto le prime due serie è pari al 16,8% nella fascia di pubblico di età "10-45".
Anche dopo la sua messa in onda, la serie ha continuato a ricevere valutazioni positive.

## Premi e riconoscimenti
- TEFI 2018 – vincitore della nomination «Miglior attrice di film/serie TV» (Anna Akolova – ricevuto per il ruolo di Lydia Ivanova)[4].
- TEFI 2023 – vincitore della nomination «Miglior serie comica»[5].